# Detekcja neutronów
Detekcja neutronów – neutrony rejestruje się mierząc efekty wtórne oddziaływania promieniowania neutronowego i tzw. materiałów tarczowych. W wyniku reakcji z neutronami generują cząstki jonizujące jak: fotony gamma, cząstki alfa, fragmenty rozszczepień.

## Problemy w detekcji neutronów
Neutron jest cząstką elementarną nie posiadającą ładunku elektrycznego. Oznacza to, że nie jest możliwa bezpośrednia jonizacja materii/środowiska z którym oddziałuje. Specyficzną formą oddziaływania neutronów z materią są reakcje jądrowe (neutron jest składnikiem jądra atomu). Stąd bezpośrednia detekcja neutronów jest niezwykle trudna, tym bardziej, że w zależności od energii, neutrony różnie oddziałują z materią.
Neutrony można też wykrywać badając ich rozpraszanie sprężyste w materii, gdy powstają jądra odrzutu (w detektorach: zwykle wodoru). 
Najbardziej chętnymi neutronami do oddziaływania są neutrony o niższych energiach.
Aby detekcja neutronów o danej energii była jak najbardziej wydajna, należy użyć jako materiału tarczowego pierwiastków o jak największym przekroju czynnym na oddziaływanie z neutronami. Dla wielu jąder przekrój czynny zależy od odwrotności prędkości neutronów (dla energii neutronów bliskich energii neutronów termicznych), a ponadto w zależności przekroju czynnego od energii neutronów dla wyższych energii występują często tzw. piki rezonansowe. Piki rezonansowe świadczą o wzroście przekroju czynnego na oddziaływanie z neutronami dla określonych energii.
Zależność przekroju czynnego na oddziaływanie neutronów z materią ściśle zależy od materiału tarczowego i dla każdego izotopu jest inne.

## Detektory
Do najpopularniejszych detektorów promieniowania neutronowego należą:
- licznik proporcjonalny z trójfluorkiem boru (10BF3)
- licznik helowy (3He)
- licznik litowy (6Li)
- rozszczepieniowa komora jonizacyjna
- Licznik Geigera-Müllera z osłoną/nakładką kadmową
- licznik wodorowy (neutrony prędkie)
- licznik scyntylacyjny z kryształem siarczku cynku ZnS(Ag)
- detektor progowy - wykorzystujący substancję, której aktywacja wymaga od neutronów odpowiedniej energii. Szereg różnych materiałów pozwala badać widmo neutronów

Ponadto do detekcji neutronów wykorzystuje się często metodę aktywacyjną (detektor aktywacyjny).
Ze względu na to, że większość przedstawionych detektorów przeznaczona jest do detekcji neutronów termicznych, to często umieszcza się powyższe urządzenia w blokach parafinowych lub plastikowych, to jest materiałach zawierających pierwiastki lekkie, które służą do spowalniania neutronów. Inną znaną substancją spowalniającą neutrony prędkie do neutronów lekkich jest tzw. ciężka woda (D2O).
Istnieją jednak metody, dzięki którym można badać spektrum energetyczne wiązek neutronów. Są to metody oparte na wykorzystaniu pików rezonansowych dla różnych pierwiastków, dla zależności przekroju czynnego od energii neutronu.